# Guarda de coto
El guarda de cotos de caza es la persona que generalmente tras haber adquirido la habilitación necesaria en un simple curso, ejerce las tareas de gestión cinegética en uno o varios cotos de caza.

## Funciones
Sus funciones sólo se desarrollan en terrenos de aprovechamiento cinegético especiales y son las siguientes:
- Vigilancia de la caza y su hábitat en auxilio en infracciones a las Fuerzas y Cuerpos de Seguridad.
- Colaboración en la ejecución y seguimiento de los planes técnicos de caza.
- Auxilio a la autoridades medioambientales en la conservación de los ecosistemas y de las especies de flora y fauna silvestre.
- Auxilio a los Cuerpos y Fuerzas de Seguridad del Estado y de la comunidad autónoma también en la prevención y extinción de los incendios forestales.
- Con independencia de las funciones enumeradas en los apartados anteriores, y que son las que generalmente les atribuyen las administraciones bajo las que ejercen sus funciones, en algunas comunidades autónomas como la Andaluza, si prestan sus servicios en un coto deportivo de caza, poseen también facultades disciplinarias en materia deportiva, ejerciendo por tanto funciones de justicia deportiva, entre las que cabe destacar el control y el cumplimiento de las normativas de caza en cotos deportivos de caza reguladas por el correspondiente Reglamento de la Federación Andaluza de Caza, que normaliza dicha actividad como actividad deportiva y estando sometida a dicha jurisdicción para su regulación y disciplina.

## Categoría de las funciones
Todo esto se puede resumir en las siguientes categorías:
- Funciones de naturaleza cinegética: gestión cinegética
- Funciones de naturaleza medioambientales: conservación de los ecosistemas, de las especies de flora y fauna silvestres.
- Funciones de naturaleza forestal: gestión de los hábitats de naturaleza forestal, y especialmente colaborar en la prevención y extinción de los incendios forestales.